# Pseudanthistiria emeinica
Pseudanthistiria emeinica là một loài thực vật có hoa trong họ Hòa thảo. Loài này được S.L.Chen & T.D.Zhuang miêu tả khoa học đầu tiên năm 1988.